# Southgate Cricket Club
Southgate Cricket Club är en cricketklubb som finns i Londonförorten Southgate. Klubben spelade åtta förstklassiga matcher åren 1863-1868. Sex av dem var mot Oxford University och övriga mot Cambridge University. Matcherna var dock planerade för två dagar. Alla var bortamatcher.

## Klubbhistorik
Klubben startades 1855 av bröderna Walker, de berömda "Walkers of Southgate". Hemmaplanen Chapel Fields i Waterfall Road, Southgate, bytte namn till Walker Cricket Ground till deras ära 1907...
Fyra av Walkerbröderna spelade för United All-England Eleven. Både United All-England och MCC kom att besöka Southgate för att möta laget, och en publikskara på upp till 10 000 kom.
Senare vann Southgate CC den nationella klubbtävlingen 1977 (John Haig Trophy) och Middlesex County Cricket League 1976 och 1977.

## Klubben i dag
Klubben har senare flyttat till the Middlesex County Cricket League. Middlesex CCC, som också startades av bröderna Walkers, spelar fortfarande ibland på County Championship, endagsmatcher och 20/20-matcher på banan.

### Fotnoter
1. ↑  CricketArchive scorecard oracle - Sök på lagnamnet "Southgate".
2. ↑  Cricinfo: "The Walker Cricket Ground, Southgate"
3. ↑  Walker Trust website
4. ↑  Scorecard of Middlesex v Leicestershire at Southgate, 2007.

Den här artikeln är helt eller delvis baserad på material från en annan språkversion av Wikipedia.